# Tetramolopium macrum
Tetramolopium macrum là một loài thực vật có hoa trong họ Cúc. Loài này được (F.Muell.) Mattf. miêu tả khoa học đầu tiên.